# Ourapteryx astrigena
Ourapteryx astrigena là một loài bướm đêm trong họ Geometridae.